# Aeropuerto de Yamagata

El Aeropuerto de Yamagata (山形空港 Yamagata Kūkō?) (código IATA: GAJ - código ICAO: RJSC) es un aeropuerto de segunda clase en Higashine, Yamagata, Japón. El aeropuerto se encuentra a 23 kilómetros (14 mi) al norte de la ciudad de Yamagata.

## Historia
El aeródromo de entrenamiento de Kamiyama fue abierto por la Armada Imperial Japonesa durante la Segunda Guerra Mundial. Fue utilizado brevemente por el ejército de los Estados Unidos tras la guerra y posteriormente por las Fuerzas de Autodefensa de Japón como instalación de entrenamiento.
En junio de 1964, pasó a ser una instalación civil con el nombre de “Aeropuerto de Jinmachi” (神町空港), un aeropuerto regional de tercera clase. fue renombrado como aeropuerto de Yamagata en 1965. Un destacamento de helicópteros de la 6.ª División JGSDF ha tenido su base en el aeropuerto desde 1969. La pista fue ampliada a 1500 metros en 1972, y el aeropuerto fue catalogado como de Segunda Clase en 1979. La pista fue nuevamente ampliada hasta los 2000 metros en 1981 y se concluyó la construcción de un nuevo edificio terminal en 1984.
El comienzo de las rutas regulares se produjo en el año 1964, con All Nippon Airways operando con un Fokker F.27 la ruta a Tokio (Haneda). El servicio fue mejorado con el YS-11 en 1972 y el Boeing 737 en 1976.
En 1985 ANA ofrecía cinco vuelos diarios a Haneda, uno de los cuales fue operado por un Boeing 767 de doble pasillo. Japan Air System comenzó sus vuelos a Osaka (Itami) y a Sapporo en 1979. Los vuelos chárter internacionales dieron comienzo en 1981, y el aeropuerto dio cobijo a vuelos chárter de larga distancia a países como Finlandia, Hungaria, Nueva Zelanda y México.
El número de pasajeros que utilizaron el aeropuerto alcanzó su techo máximo en 1991 empezando desde entonces a caer abruptamente, en especial en la ruta con Tokio, debido a la conclusión del Yamagata Shinkansen en 1992. La ruta con Tokio llegó a contabilizar 470618 pasajeros en 1991 pero llegó a caer después hasta los 43447 pasajeros de 2002. All Nippon Airways suspendió la ruta con Tokio y abandonó el aeropuerto en 2002, con JAS retomando la ruta con un único vuelo diario con MD-87 en 2003. JAS también operó un vuelo con Osaka (Kansai) desde 1995 a 2002, y un vuelo a Fukuoka desde 2006 a 2008, mientras que Nakanihon Airlines operó un vuelo estacional de verano a Hakodate desde 1998 a 2001.
En noviembre de 2023, el aeropuerto cuenta con operaciones de JAL y FDA utilizando aeronaves Embraer 170, Embraer 190 y Boeing 737 a Tokio, Osaka, Sapporo y Nagoya.
Durante el periodo de recuperación tras el terremoto y tsunami de Tohoku de 2011, las militares estadounidenses utilizaron el aeropuerto de Yamagata como base para el transporte de combustible y materiales a las zonas del desastre (parte de la Operación Tomodachi). Según el Ministerio de Defensa, esta fue la primera vez que el ejército de los Estados Unidos ha utilizado un aeropuerto privado en Japón para otra cosa que no sea un aterrizaje de emergencia.

## Terminal
El aeropuerto tiene una terminal de dos pisos con dos puertas de embarque y una plataforma de observación en la azotea.

## Aerolíneas y destinos
| Aerolíneas          | Destinos                       |
| ------------------- | ------------------------------ |
| Fuji Dream Airlines | Nagoya–Komaki, Sapporo–Chitose |
| J-Air               | Osaka–Itami                    |
| Japan Airlines      | Tokio–Haneda                   |

## Transporte terrestre
El aeropuerto tiene un servicio de bus a la estación de Yamagata programado para coincidir con los horarios de los vuelos regulares con Tokio, Osaka y Nagoya.
La estación de Sakurambo-Higashine está a siete minutos en coche pero no está conectada al aeropuerto mediante transporte regular.

### Buses
| Nombre                         | Paradas                                                                  | Destinos             | Compañía    | Nota |
| ------------------------------ | ------------------------------------------------------------------------ | -------------------- | ----------- | --- |
| Bus del Aeropuerto de Yamagata | Salón de la Prefectura de Yamagata・Yamagata Minami Kōkō・Tōkamachi-kado | Estación de Yamagata | Yamakō Hire | El viaje en esta ruta de autobús tiene una tarifa fija de 980 yenes (adulto), no siendo necesario reservar asiento. |

### Taxi compartido
| Nombre | Paradas     | Destino                                   | Compañía                                 | Nota |
| --- | ----------- | ----------------------------------------- | ---------------------------------------- | --- |
| Yamagata Airport Liner                                                                                       | Sin paradas | Estación de Higashine(Higashine)          | Higashine Transportation・Kamimachi Taxi | Para utilizar estos servicios, es necesario reservar el taxi por teléfono.                                       |
| Yamagata Airport Liner                                                                                       | Sin paradas | Estación de Tendō(Tendō (Yamagata))       | Tendō Taxi・Yamakō Hire                  | Para utilizar estos servicios, es necesario reservar el taxi por teléfono.                                       |
| Yamagata Airport Liner                                                                                       | Sin paradas | Estación de Murayama(Murayama (Yamagata)) | Tateoka Transportation・Murayama Taxi    | Para utilizar estos servicios, es necesario reservar el taxi por teléfono.                                       |
| Yamagata Airport Liner                                                                                       | Sin paradas | Estación de Sagae(Sagae)                  | Chūō Taxi・Sagae Taxi                    | Para utilizar estos servicios, es necesario reservar el taxi por teléfono.                                       |
| Yamagata Airport Liner                                                                                       | Sin paradas | Estación de Kamimachi(Kahoku (Yamagata))  | Hayama Taxi                              | Para utilizar estos servicios, es necesario reservar el taxi por teléfono.                                       |
| おいしい山形空港観光貸し切りタクシー-Taxi fletado para visitas turísticas en el aeropuerto de Oishĩ Yamagata | Sin paradas | Estación de Tsuruoka(Ciudad de Tsuruoka)  | Shōkō Travel                             | Para utilizar estos servicios, es necesario reservar el taxi por teléfono.                                       |
| おいしい山形空港観光ライナー - Transporte turístico del aeropuerto Oishĩ Yamagata                            | Obanazawa   | Ginzan Onsen                              | Hanagasa Bus                             | Los servicios son más caros que el おいしい山形空港観光バス - Autobús turístico del aeropuerto de Oishĩ Yamagata |
| Zao Liner |             | Zaō Onsen                                 | Tendō Taxi                               | |
| Recorrido turístico Hijiori Onsen                                                                            |             | Hijiori Onsen                             | Hanagasa Bus                             | |
| Gassan Liner                                                                                                 |             | Gassan                                    | Asociación de Turismo de Gassan Asahi    | |

### Bus turístico
| Nombre                                                                  | Paradas                        | Destino      | Compañía     | Nota |
| ----------------------------------------------------------------------- | ------------------------------ | ------------ | ------------ | --- |
| おいしい山形空港観光バス-Bus Turístico del aeropuerto de Oishĩ Yamagata | Estación de Ōishida・Obanazawa | Ginzan Onsen | Hanagasa Bus | La ruta de bus está programada para coincidir con el vuelo con varios de los aeropuertos．Se efectúan tres servicios． |